# Randal Kolo Muani
Randal Kolo Muani (Bondy, 5 de dezembro de 1998) é um futebolista francês que atua como atacante. Atualmente joga pela Juventus, emprestado pelo Paris Saint-Germain, e pela Seleção Francesa.

## Carreira

### Nantes
Nascido em Bondy, Seine-Saint-Denis, Kolo Muani é descendente de congoleses. Ele jogou por vários clubes perto de Paris, antes de ingressar nas categorias de base do Nantes em 2015. Em 4 de junho de 2018, ele assinou seu primeiro contrato profissional com seu clube juvenil, o Nantes. Ele realizou sua estreia como profissional no dia 30 de novembro de 2018, numa derrota por 3–0 na Ligue 1 para o Saint-Étienne.
Em agosto de 2019, Kolo Muani ingressou no Boulogne por um empréstimo de uma temporada.

### Eintracht Frankfurt
Em 4 de março de 2022, o Eintracht Frankfurt, clube da Bundesliga, assinou com Kolo Muani um pré-contrato antes do término de seu contrato com o Nantes. Ele assinou um contrato de cinco anos com o clube. Em 26 de outubro de 2022, ele marcou seu primeiro gol na Liga dos Campeões na vitória por 2–1 sobre o Marselha. Em 1º de novembro, ele marcou o gol da vitória na vitória fora de casa por 2–1 sobre o Sporting, para qualificar seu clube para a fase eliminatória pela primeira vez na era da Liga dos Campeões.

### Paris Saint-Germain
No dia 1 de setembro de 2023, Kolo Muani foi anunciado como novo reforço do Paris Saint-Germain, da França. Para contar com o jogador, o Paris desembolsou 90 milhões de euros (R$ 480,83 milhões), assinando por cinco anos com o reforço. Deste valor, 75 milhões de euros (R$ 400,7 milhões) são fixos, enquanto 15 milhões de euros (R$ 80,14 milhões) são em variáveis. O atacante assinou um contrato válido por 5 anos.

### Juventus
No dia 23 de janeiro de 2025, Kolo Muani foi anunciado pela Juventus. O jogador chega ao clube italiano por empréstimo. A Juve pagará 1 milhão de euros (R$ 6,1 milhões na cotação atual) ao PSG pelo empréstimo do atacante. Além disso, o contrato também inclui 2 milhões de euros (R$ 12,6 milhões) em bônus e 2,6 milhões de euros (R$ 16,1 milhões) em "custos extras".

## Seleção Francesa
Em 15 de setembro de 2022, Kolo Muani recebeu sua primeira convocação para a Seleção Francesa, para duas partidas da Liga das Nações da UEFA. Em 16 de novembro de 2022, Kolo Muani substituiu Christopher Nkunku na lista da Copa do Mundo FIFA de 2022, depois que este último foi forçado a se retirar devido a uma lesão.

Em 14 de dezembro, Kolo Muani marcou seu primeiro gol pela França, na semifinal contra o Marrocos, acertando um chute desviado de Kylian Mbappé. Ele também se tornou o terceiro jogador mais rápido a marcar um gol como reserva na Copa do Mundo, aos 44 segundos, atrás apenas de Richard Morales e Ebbe Sand. Na final contra a Argentina, ele sofreu um pênalti que logo foi convertido em gol por Kylian Mbappé, depois marcou na disputa de pênaltis que terminou com uma derrota por 4–2. Durante a partida, aos 120 minutos e nos acréscimos finais antes dos pênaltis, Kolo Muani teve a oportunidade de fazer um gol que poderia dar o terceiro título mundial para a França, mas foi defendido por Emiliano Martínez no que foi descrito como a "nova "Defesa do Século"". Kolo Muani relembra o momento dizendo:  
| “ | "Eu poderia ter feito uma cobertura, ou ter passado para Kylian Mbappé [à esquerda]. Mas no momento, eu não o vi. É só quando você olha para trás que descobre as outras opções. É tarde demais, ainda está entalado na minha garganta e vai ficar lá por toda a vida. | ” |

## Títulos
Nantes
- Copa da França: 2021–22[25]

Paris Saint-Germain
- Supercopa da França: 2023
- Ligue 1: 2023–24, 2024–25[26]
- Copa da França: 2023–24
- Liga dos Campeões da UEFA: 2024–25[27]

### Artilharias
- Copa da Alemanha de 2022–23 (6 gols)